# Sở thú San Francisco

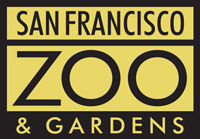
Logo của Sở thú San Francisco

Sở thú San Francisco, (trước đây là Fleishhacker Zoo) là một sở thú ở San Francisco, California nơi có 250 loài động vật. Sở thú này tọa lạc tại góc Tây Nam của thành phố, giữa Great Highway và Hồ Merced. 

## Sự khởi đầu của Sở thú San Francisco
Sở thú San Francisco Zoo được thành lập bởi một nhà kinh doanh ngân hàng kiêm San Francisco Parks Commission president Herbert Fleishhacker. Fleishhacker đã bắt đầu lên kế hoạch xây trên một khu vực lựa chọn ở góc Tây Nam của San Francisco, gần với Hồ Fleishhacker, đã từng là bể bơi lớn nhất ở Hoa Kỳ. Khu vực này cũng đã là sân chơi của trẻ con. Phần lớn động vật trưng bày ở đầy được chuyển về từ Công viên Cổng Vàng, có các loại thú như ngựa vằn, một con cape buffalo, năm con rhesus monkey, hai con spider monkey, và ba con voi –Virginia, Marjory và Babe.

## Sự phát triển của sở thú
Những khu vực trưng bày đầu tiên thập niên 1930 bao gồm đảo khỉ, nhà sư tử, nhà voi, một bể sư tử biển, hang gấu và chuồng chim. Những khu đất có hào xung quanh là những khu trưng bày không có song sắt đẫu tiên ở Hoa Kỳ. Trong 40 năm tiếp theo, Hội sở thú đã trở thành một nguồn gầy quỹ mạnh cho sở thú San Francisco.. Hội này cũng cấp quỹ cho các dự án quan trọng như phục hồi Sở thú cho trẻ em năm 1964, phán triển khu quang cảnh châu Phi năm 1967, mua thiết bị y tế cho bệnh viện sở thú năm 1975 và thiết lập Trung tâm bảo tồn loài chim năm 1978.